# Bad Goisern am Hallstättersee
Bad Goisern am Hallstättersee (chiamato anche Bad Goisern o semplicemente Goisern) è un comune austriaco di 7 478 abitanti nel distretto di Gmunden, in Alta Austria; ha lo status di comune mercato (Marktgemeinde).

## Geografia fisica
Il comune sorge a nord del Lago di Hallstatt, nel centro dell'area forestale del Salzkammergut, a metà strada fra Bad Ischl e Hallstatt, lungo la strada statale che collega Salisburgo con Graz.
Conta 31 frazioni: Anzenau, Au, Edt, Goisern (comune catastale), Görb, Gschwandt, Herndl, Kogl, Lasern (comune catastale), Muth, Obersee (comune catastale), Pichlern, Posern, Pötschen, Primesberg, Ramsau (comune catastale), Rehkogl, Reitern, Riedln, St. Agatha, Sarstein, Solbach, Stambach, Steeg, Steinach, Unterjoch, Untersee (comune catastale), Weißenbach, Wiesen, Wildpfad e Wurmstein

## Sport
Stazione sciistica specializzata nello sci nordico, era attrezzata con il trampolino Kalmberg, smantellato negli anni 1990).